# Svømning under sommer-OL 2016 – 1500 m fri (herrer)
1500 m fri for herrer under Sommer-OL 2016 vil finde sted den 12. august - 13. august 2016. Danmark har to svømmere med til 1500 meter fri: Pál Joensen og Anton Ørskov Ipsen.

## Medaljefordeling
| Medaljetagere | Medaljetagere | Medaljetagere | Medaljetagere |
| ------------- | ------------- | ------------- | ------------- |
| Guld          | Sølv          | Bronze        |               |
|               |               |               |               |

## Turneringsformat
Konkurrencen blev afviklet med indledende heats og finale. Efter de indledende heats gik de otte bedste tider videre til finalen, hvor medaljerne blev fordelt. 

## Tidsplan
Nedenstående tabel viser tidsplanen for afvikling af konkurrencen:
| Dato       | Tid   | Runde  |
| ---------- | ----- | ------ |
| 12. august | 13:24 | Heats  |
| 13. august | 22:07 | Finale |